# Mangler programtervezési minta
A mangler egy programtervezési minta, ami a funkcionális nyelvekben szokásos reduce vagy map leképezést valósítja meg alapvetően nem funkcionális környezetben. Lényege, hogy egy lista minden elemére végrehajtja ugyanazt a műveletsort, és a végén még egy műveletet végrehajthat az így kapott adatokra. A bemenet tipikusan szótár adatstruktúrák (map, hash, dictionary a neve különböző nyelveken) listája, ami végrehajtja a belső műveleteket, és a belső adatokat külső szűrőnek adja.
Tipikusan keresésre használják, illetve arra, hogy a felhasználótól kapott bemenetet további feldolgozásra alkalmasabb normálformára hozzák.
Fontos különbség más mintákkal szemben, hogy helyben módosítja az adatokat. A minta ötlete  Dr. John Watsontól származik, aki a TransUnion's Research and Development Lab munkatársa.

## Java
```
// This is a trivial implementation of Mangler in Java.

public
 
interface
 
TokenMangler
 
{

	
List
<
String
>
 
mangleTokens
 
(
List
<
String
>
 
tokens
);

}

public
 
class
 
LowerCasingTokenMangler
 
implements
 
TokenMangler
 
{

	
List
<
String
>
 
toLowerCase
 
(
List
<
String
>
 
tokens
)
 
{

		
List
<
String
>
 
results
 
=
 
new
 
ArrayList
<
String
>
();

		
for
 
(
String
 
token
 
:
 
tokens
)
 
{

			
results
.
add
(
token
.
toLowerCase
());

		
}

		
return
 
results
;

	
}

}

```

## Fordítás
Ez a szócikk részben vagy egészben  a   Mangler pattern című angol Wikipédia-szócikk fordításán alapul.  Az eredeti cikk szerkesztőit annak laptörténete sorolja fel. Ez a jelzés csupán a megfogalmazás eredetét és a szerzői jogokat jelzi, nem szolgál a cikkben szereplő információk forrásmegjelöléseként.